# Jérôme Neuville
Jérôme Neuville (ur. 15 sierpnia 1975 w Saint-Martin-d’Hères) – francuski kolarz torowy, siedmiokrotny medalista mistrzostw świata.

## Kariera
Pierwszy sukces w karierze Jérôme Neuville osiągnął w 1996 roku, kiedy zdobył brązowy medal mistrzostw kraju w indywidualnym wyścigu na dochodzenie. W 1997 roku, podczas mistrzostw świata w Perth wspólnie z Franckiem Perque, Philippe’em Ermenaultem i Carlosem Da Cruzem zdobył brązowy medal w drużynowym wyścigu na dochodzenie. Dwa lata później, na mistrzostwach świata w Berlinie razem z Ermenaultem, Cyrilem Bosem i Francisem Moreau w tej konkurencji zajął drugie miejsce. W tym samym składzie Francuzi zajęli czwarte miejsce na igrzyskach olimpijskich w Sydney w 2000 roku, przegrywając walkę o brąz z Brytyjczykami. W drużynowym wyścigu na dochodzenie Neuville zdobył także brązowe medale na mistrzostwach świata w Manchesterze w 2000 roku (razem z Damienem Pommereau, Philippe’em Gaumontem i Cyrilem Bosem) oraz na mistrzostwach świata w Stuttgarcie w 2003 roku (w składzie z Perque, Fabienem Mercirisem i Fabienem Sanchezem), a na igrzyskach w Atenach był siódmy.
Jérôme sukcesy osiągał również w madisonie i scratchu. W pierwszej z tych konkurencji zdobył złote medale podczas mistrzostw świata w Antwerpii w 2001 roku (w parze z Robertem Sassone) i mistrzostw świata w Kopenhadze w 2002 roku (w parze z Franckiem Perque). Wspólnie z Matthieu Ladagnousem wystartował w madisonie na igrzyskach w Atenach, ale Francuzi nie ukończyli rywalizacji, a na rozgrywanych cztery lata później igrzyskach olimpijskich w Pekinie zajęli siódme miejsce. Ponadto na mistrzostwach świata w Bordeaux w 2006 roku zdobył złoty medal w scratchu, wyprzedzając bezpośrednio Argentyńczyka Ángela Darío Collę oraz Greka Ioannisa Tamouridisa.